# Green Island (ö i Antigua och Barbuda)
Green Island är en ö i Antigua och Barbuda.   Den ligger i parishen Parish of Saint Philip, i den östra delen av landet, 20 kilometer öster om huvudstaden Saint John's. Arean är 0,43 kvadratkilometer.